# Synagoga Piaskower w Białymstoku
Synagoga Piaskower w Białymstoku – synagoga znajdująca się w Białymstoku przy ul. Pięknej 3. Była główną synagogą dzielnicy Centrum.

## Historia
Synagoga została zbudowana w 1893 roku na miejscu starej bożnicy. W budynku funkcjonowała szkoła religijna "Talmud Tora". Podczas II wojny światowej hitlerowcy zdewastowali synagogę.
Po zakończeniu wojny w synagodze mieścił się ośrodek gminy żydowskiej, następnie od 1948 Towarzystwo Społeczno-Kulturalne Żydów w Polsce. Budynek został opuszczony w 1968 roku. Po remoncie działało w nim Biuro Papierów Akcydensowych i dom kultury. Po pożarze gmachu w 1989 roku odremontowała go firma Wersal Podlaski i umieściła w nim biura. Synagoga jest obecnie siedzibą Białostockiego Towarzystwa Esperantystów i Fundacji Zamenhofa. W 2004 roku została zdjęta tablica pamiątkowa, upamiętniająca wcześniejsze przeznaczenie budynku.
Murowany budynek synagogi wzniesiono na planie prostokąta. Główna sala modlitewna ma kształt zbliżony do kwadratu. Jedyną pozostałością oryginalnego wystroju wnętrz są dwie żeliwne kolumny podtrzymujące galerię oraz wnęka po aron ha-kodesz.

## Współcześnie
Wygląd po pożarze odtworzono na podstawie zdjęć, jednak nie jest on całkowicie wierny pierwowzorowi – zmieniono dach budowli. Pierwotną formę zachowała bryła budynku, sklepienia, oraz otwory okienne.
Synagoga Piaskower jest jednym z punktów otwartego w czerwcu 2008 r. Szlaku Dziedzictwa Żydowskiego w Białymstoku opracowanego przez grupę doktorantów i studentów UwB – wolontariuszy Fundacji Uniwersytetu w Białymstoku.